# Hágótő
Hágótő (románul: Hagota) falu Romániában, Hargita megyében.

## Története
Gyergyótölgyes része. 1956-ig adatai a községéhez voltak számítva. A trianoni békeszerződés előtt Csík vármegye Gyergyótölgyesi járásához tartozott.

## Népessége
2002-ben 170 lakosa volt, ebből 131 magyar és 29 román.

## Vallások
Lakói döntő többségében római katolikusok, de élnek itt ortodox vallásúak is.